# Joseph J. Reynolds
Pour les articles homonymes, voir Reynolds.
Joseph Jones Reynolds (4 janvier 1822 – 25 février 1899) est un officier américain de la United States Army qui servit durant la guerre de Sécession sous les couleurs de l'Union puis durant les guerres indiennes.

## Biographie
Joseph Jones Reynolds est né le 4 janvier 1822 à Flemingsburg dans le Kentucky, septième enfant de Edward Reynolds et Sarah Longley.
Il sort diplômé de l'académie militaire de West Point en 1843 et est breveté second lieutenant dans le 4e régiment d'artillerie. Il sert ensuite sous les ordres de Zachary Taylor au Texas en 1845, juste avant le déclenchement de la guerre américano-mexicaine, puis devient instructeur à West Point jusqu'en 1855. Il quitte ensuite l'armée et enseigne à l'université Washington de Saint-Louis.
Au déclenchement de la guerre de Sécession en 1861, il reprend du service en tant que colonel d'un régiment de volontaires de l'Indiana. Promu major général en 1862, il participe à la bataille de Chickamauga puis supervise les défenses de La Nouvelle-Orléans avant de prendre le commandement du XIXe corps. À la fin de la guerre, il prend la tête du département de l'Arkansas puis participe à la Reconstruction au Texas.
Reynolds sert ensuite sur La Frontière et participe à l'expédition de la Powder River en 1876 contre les Sioux et les Cheyennes au Montana. Après l'échec de cette campagne, il est traduit en cour martiale et quitte l'armée le 25 juin 1877.
Il meurt le 25 février 1899 à Washington, D. C. et est enterré au cimetière national d'Arlington.